# Faulwetter Eckárd
Faulwetter Eckárd (Nagykároly, 1771. március 5. – ?) építész.
Császári és  királyi akadémiai építész, a gróf Károlyi család és a kalocsai érsek építészeti igazgatója volt. Nyomtatásban egyetlen munkája jelent meg:
Oratio gratiarum actoria patri Joanni Chrysostomo Hannulik professori in gymnasio Magno Karoliensi dicta mense Septembri 1792.